# Divadlo Aspaklaria
Divadlo Aspaklaria (hebrejsky: תיאטרון אספקלריא, Te'atron Aspaklaria, též Aspaklaria - Te'atron jehudi, Aspaklaria - Židovské divadlo, אספקלריא - תיאטרון יהודי) je divadelní soubor v Izraeli fungující od roku 1998.
Založil ho rabín Chagaj Lober jako divadlo určené pro nábožensky orientované židovské publikum. Představení jsou v hebrejštině nebo v angličtině. Soubor má na repertoáru 14 her, se kterými vystupuje po celém Izraeli. V roce 2002 při divadle vznikla i herecká škola, kterou vede Chagaj Lober. Nabízí profesionálním i amatérským hercům divadelní vzdělání. Divadlo sídlí v jeruzalémské čtvrti Giv'at Ša'ul.